# محمد بن عيسى آل حيدر
محمد بن عيسى بن محمد علي آل حيدر (1866 - 1915) (1283- 1333 هـ). هو رجل دين شيعي عراقي كان من تلامذة محمد طه نجف، وقد سكن ناحية الخضر حيث توّلى الإرشاد الديني هناك وتُوفّي فيها سنة 1333 هـ، وقد أعقب من بعده أربعة أولاد؛ طالب وعلي وأسد ومنصور، وكلهم من رجال الدين ما عدا الأخير.
وينتسب لأسرة آل حيدر، وهي أسرة عربية معروفة في العراق، يقول فيها صاحب ماضي النجف وحاضرها ما نصّه: ”من الأسر العربية العريقة في القدم والسابقة إلى الفخر وهم بقية بني وئال زعماء آل أجود“، ويستمر بقوله: ”فآل حيدر أسرة عربية معروفة بعروبتها مشهورة بفخرها، تقطن سوق الشيوخ من أول تمصيره، وتردد على النجف كثير من رجالها البارزين وأخذوا معارفهم، وبها حصلت لهم المكانة والزعامة الروحية في مقرهم سوق الشيوخ“.

## مؤلفاته
- نور الأبصار في رجعة أهل بيت النبي المختار.[1][5]
- جوابات الحاج محمد أمين كبة. هي أجوبة لعدد من الأسئلة صادرة عن مرتضى الأنصاري، إلّا أن آل حيدر قد جمعها ودوّنها فنسبت إليه.[6]
- ديوان شعر.[1][2]